# Stefan Demby
Stefan Demby (ur. 4 czerwca 1862 w Łomży, zm. 10 listopada 1939 w Warszawie) – polski historyk literatury, bibliograf, bibliotekarz i bibliofil, inicjator, a następnie pierwszy dyrektor Biblioteki Narodowej im. J. Piłsudskiego w Warszawie.

## Życiorys
Urodził się 4 czerwca 1862 w Łomży, w rodzinie Józefa i Zofii z Alexandrowiczów. Uczęszczał do gimnazjum klasycznego w Płocku, dokąd przenieśli się jego rodzice. Po zdaniu matury w 1883 wyjechał do Warszawy, gdzie zapisał się na wydział prawny Uniwersytetu Warszawskiego. Studia ukończył w 1889, bez formalnego stopnia akademickiego.
Od śmierci ojca w 1879, zmuszony był do utrzymania nie tylko siebie, ale także matki, podjął się więc udzielania korepetycji – uczył m.in. dzieci Aleksandra Świętochowskiego, co miało duży wpływ na jego dalsze życie.
14  stycznia 1894 ożenił się z wdową Leontyną z Gogolewskich Zajdlerową i zajął się jej dwiema córkami. Dzięki posagowi mógł założyć księgarnię nakładową – przetrwała ona sześć lat (1897–1903).
W latach 1908–1909 redagował pierwsze czasopismo bibliotekarskie w Polsce pt. „Przegląd Biblioteczny”. Ponadto był inicjatorem pierwszej polskiej bibliografii bieżącej (ogólnej) pt. „Urzędowy Wykaz Druków”.
Po odzyskaniu niepodległości propagował ideę utworzenia Biblioteki Narodowej i działał  na rzecz jej realizacji. Jako naczelnik Wydziału Bibliotek w Ministerstwie WRiOP (1925–1928) doprowadził do powołania Biblioteki Narodowej im. J. Piłsudskiego w Warszawie i objął  stanowisko jej kierownika (1928–1934), a następnie, do 1937, pełnił funkcję jej dyrektora. Członek Związku Bibliotekarzy Polskich. Współtwórca i wieloletni członek Towarzystwa Bibliofilów Polskich w Warszawie. Z dniem 1 lipca 1937 odszedł w stan spoczynku.
Pochowany na cmentarzu Powązkowskim w Warszawie (kwatera 347-6-23).

## Ordery i odznaczenia
- Krzyż Komandorski Orderu Odrodzenia Polski (11 listopada 1936)[5]
- Krzyż Oficerski Orderu Odrodzenia Polski (27 listopada 1929)[6]
- Złoty Wawrzyn Akademicki (5 listopada 1935)[7]